# Quintillón
Un quintillón o pentallón, en la escala numérica larga usada tradicionalmente en  español, equivale a 1030, esto es un millón de cuatrillones:
| {\displaystyle un\ quintill{\acute {o}}n=10^{30}} {\displaystyle un\ quintill{\acute {o}}n=(1\,000\,000)^{5}} {\displaystyle un\ quintill{\acute {o}}n=1\;000\;000\;000\;000\;000\;000\;000\;000\;000\;000} |